# Mistrzostwa Świata w Piłce Nożnej 2014 (eliminacje strefy OFC)

## Drużyny
| Drużyna            | Liczba występów w MŚ | Najlepszy wynik w MŚ      |
| Fidżi              | 0                    | –                         |
| Nowa Kaledonia     | 0                    | –                         |
| Nowa Zelandia      | 2 (1982, 2010)       | Faza grupowa (1982, 2010) |
| Papua-Nowa Gwinea  | 0                    | –                         |
| Samoa              | 0                    | –                         |
| Samoa Amerykańskie | 0                    | –                         |
| Tahiti             | 0                    | –                         |
| Tonga              | 0                    | –                         |
| Wyspy Cooka        | 0                    | –                         |
| Wyspy Salomona     | 0                    | –                         |
| Vanuatu            | 0                    | –                         |

## Rozstawienie
Drużyny zostały rozstawione według lipcowego (2011) rankingu FIFA (nie zostały rozstawione drużyny biorące udział w pierwszej rundzie, zespół, który awansuje został najniżej rozstawiony).
| Uczestnicy drugiej rundy (PNG nie była sklasyfikowana w rankingu FIFA w lipcu)                                                                            | Uczestnicy pierwszej rundy                                                     |
| --- | ------------------------------------------------------------------------------ |
| 1. Nowa Zelandia (94) 2. Fidżi (156) 3. Nowa Kaledonia (164) 4. Vanuatu (169) 5. Wyspy Salomona (181) 6. Tahiti (182) 7. Papua-Nowa Gwinea (bez rankingu) | 1. Samoa (189) 2. Tonga (192) 3. Wyspy Cooka (195) 4. Samoa Amerykańskie (203) |

W nawiasie miejsca w rankingu FIFA w lipcu.

## Pierwsza runda
Pierwotnie runda ta miała być połączona z Igrzyskami Południowego Pacyfiku 2011, jednak ostatecznie zdecydowano się rozegrać turniej z udziałem czterech najniżej sklasyfikowanych drużyn w rankingu FIFA. Tylko zwycięzca awansował do rundy drugiej, która została rozegrana podczas Pucharu Narodów Oceanii 2012.
| Lp. | Drużyna            | M | Mecze | Mecze | Mecze | Bramki | Bramki | Bramki | Pkt |
| Lp. | Drużyna            | M | W     | R     | P     | +      | −      | +/−    | Pkt |
| --- | ------------------ | - | ----- | ----- | ----- | ------ | ------ | ------ | --- |
| 1.  | Samoa              | 3 | 2     | 1     | 0     | 5      | 3      | +2     | 7   |
| 2.  | Tonga              | 3 | 1     | 1     | 1     | 4      | 4      | 0      | 4   |
| 3.  | Samoa Amerykańskie | 3 | 1     | 1     | 1     | 3      | 3      | 0      | 4   |
| 4.  | Wyspy Cooka        | 3 | 0     | 1     | 2     | 4      | 6      | −2     | 1   |

## Druga runda
Pierwotnie zwycięzca Pucharu Narodów Oceanii miał zagrać w barażu interkontynentalnym o Mistrzostwa Świata 2014 w Brazylii. Zdecydowano się jednak, że faza grupowa Pucharu Narodów Oceanii będzie tylko częścią kwalifikacji do Mistrzostw Świata i drużyny, które przejdą fazę grupową zagrają później w trzeciej rundzie eliminacji na przełomie 2012 i 2013 roku. Oznacza to, że Mistrz Oceanii, czyli drużyna, która wystąpi na Pucharze Konfederacji w Brazylii niekoniecznie musi grać w barażu interkontynentalnym o prawo udziału w mistrzostwach.

### Grupa A
| Lp. | Drużyna        | M | Mecze | Mecze | Mecze | Bramki | Bramki | Bramki | Pkt |
| Lp. | Drużyna        | M | W     | R     | P     | +      | −      | +/−    | Pkt |
| --- | -------------- | - | ----- | ----- | ----- | ------ | ------ | ------ | --- |
| 1.  | Tahiti         | 3 | 3     | 0     | 0     | 18     | 5      | +13    | 9   |
| 2.  | Nowa Kaledonia | 3 | 2     | 0     | 1     | 17     | 6      | +11    | 6   |
| 3.  | Vanuatu        | 3 | 1     | 0     | 2     | 8      | 9      | −1     | 3   |
| 4.  | Samoa          | 3 | 0     | 0     | 3     | 1      | 24     | −23    | 0   |

### Grupa B
| Lp. | Drużyna           | M | Mecze | Mecze | Mecze | Bramki | Bramki | Bramki | Pkt |
| Lp. | Drużyna           | M | W     | R     | P     | +      | −      | +/−    | Pkt |
| --- | ----------------- | - | ----- | ----- | ----- | ------ | ------ | ------ | --- |
| 1.  | Nowa Zelandia     | 3 | 2     | 1     | 0     | 4      | 2      | +2     | 7   |
| 2.  | Wyspy Salomona    | 3 | 1     | 2     | 0     | 2      | 1      | +1     | 5   |
| 3.  | Fidżi             | 3 | 0     | 2     | 1     | 1      | 2      | −1     | 2   |
| 4.  | Papua-Nowa Gwinea | 3 | 0     | 1     | 2     | 2      | 4      | −2     | 1   |

## Trzecia runda
Trzecia runda kwalifikacji rozgrywana była pomiędzy półfinalistami Pucharu Narodów Oceanii 2012 w terminie od 7 września 2012 do 26 marca 2013. Mecze były rozgrywane systemem "każdy z każdym" mecz i rewanż. Najlepsza drużyna uzyskała awans do barażu interkontynentalnego. Jest nią Nowa Zelandia.
| Lp. | Drużyna        | M | Mecze | Mecze | Mecze | Bramki | Bramki | Bramki | Pkt |
| Lp. | Drużyna        | M | W     | R     | P     | +      | −      | +/−    | Pkt |
| --- | -------------- | - | ----- | ----- | ----- | ------ | ------ | ------ | --- |
| 1.  | Nowa Zelandia  | 6 | 6     | 0     | 0     | 17     | 2      | +15    | 18  |
| 2.  | Nowa Kaledonia | 6 | 4     | 0     | 2     | 17     | 6      | +11    | 12  |
| 3.  | Tahiti         | 6 | 1     | 0     | 5     | 2      | 12     | −10    | 3   |
| 4.  | Wyspy Salomona | 6 | 1     | 0     | 5     | 5      | 21     | −16    | 3   |

## Baraż interkontynentalny
Zwycięzca z trzeciej rundy kwalifikacyjnej otrzymał prawo walki o udział w Mistrzostwach Świata 2014 w dwumeczu z czwartą drużyną strefy CONCACAF. Wygrany dwumeczu wystąpił na Mundialu. Pierwszy mecz odbył się 13 listopada, a rewanż 20 listopada 2013.
| Drużyna 1                            | Wynik dwumeczu | Drużyna 2     | Pierwszy mecz | Drugi mecz |
| ------------------------------------ | -------------- | ------------- | ------------- | ---------- |
| Meksyk                               | 9:3            | Nowa Zelandia | 5:1           | 4:2        |
| Po lewej gospodarz pierwszego meczu. |                |               |               |            |

| 13 listopada 2013 21:30 | Meksyk · Aguilar 32' · Jiménez 40' · Peralta 48', 80' · Márquez 84' | 5:1(2:0)Raport | Nowa Zelandia · 85' James | Estadio Azteca, Meksyk Widzów: 99 832 Sędzia: Viktor Kassai |
|                         |                                                                     |                |                           |                                                             |

| 20 listopada 2013 07:00 | Nowa Zelandia · James 80' (k) · Fallon 83' | 2:40:3Raport | Meksyk · 14', 29', 33' Peralta · 87' Peña | Westpac Stadium, Wellington Widzów: 35 206 Sędzia: Felix Brych |
|                         |                                            |              |                                           |                                                                |

## Strzelcy
111 bramki w 30 meczach.
7 goli
- Jacques Haeko

6 goli
- Georges Gope-Fenepej

5 goli
- Lorenzo Tehau
- Bertrand Kaï
- Roy Kayara

4 gole
- Chris Wood
- César Lolohea
- Alvin Tehau
- Shane Smeltz

3 gole
- Chris Killen
- Robert Tasso
- Jonathan Tehau
- Nicolas Vallar

2 gole
- Luki Gosche
- Silao Malo
- Shalom Luani
- Campbell Best
- Michael McGlinchey
- Tommy Smith
- Tim Payne
- Benjamin Totori
- Henry Fa‘arodo
- Teaonui Tehau
- Jean Nako Naprapol
- Iamel Kabeu

1 gol
- Marius Bako
- Dick Kauma
- Kalase Gnipate
- Judikael Ixoe
- Kosta Barbarouses
- Tony Lochhead
- Marco Rojas
- Ben Sigmund
- Kema Jack
- Neil Hans
- Steevy Chong Hue
- Roihau Degage
- Heimano Bourebare
- Brian Kaltack
- Derek Malas
- Fedy Vava
- Maciu Dunadamu
- Ramin Ott
- Albert Bell
- Shuan Easthope
- Himson Teleda
- Tutizama Tanito
- Joses Nawo
- Lokoua Taufahema
- Unaloto Ki-Atenoa Feao
- Timote Maamaaloa
- Kinitoni Falatau
- Grover Harmon

Gole samobójcze
- Tala Luvu dla Wysp Cooka
- Emmanuel Poila dla Nowej Kaledonii